# Meerhofstede
Meerhofstede of ook wel Maire Hofstede is een historische boerderij in de Nederlandse plaats Maarssen.
De huidige boerderij dateert uit het begin van de 19e eeuw, maar wellicht kent ze een middeleeuwse oorsprong. Rond 2008 is ze gerestaureerd.